# Бездедово (Псковская область)
Бездедово — деревня в Опочецком районе Псковской области России. Входит в состав Болгатовской волости.

## География
Расположена в 15 км восточнее города Опочка, и в 1 км южнее центра волости — деревни Лаптево. В деревне есть пруд, протекает река Изгожка.

## Население
| 2001 | 2002 | 2010 | 2013 | 2014 | 2015 | 2016 |
| ---- | ---- | ---- | ---- | ---- | ---- | ---- |
| 143  | ↘123 | ↘77  | ↗108 | ↘107 | ↘97  | ↗100 |

Численность населения по состоянию на начало 2001 года составляла 143 человек.

## История
До 1927 года деревня входила в состав Старицкой волости Опочецкого уезда Псковской губернии. 
С 1995 до 2005 года деревня входила в состав Любимовской волости с центром в деревне Лаптево.